# صيهور

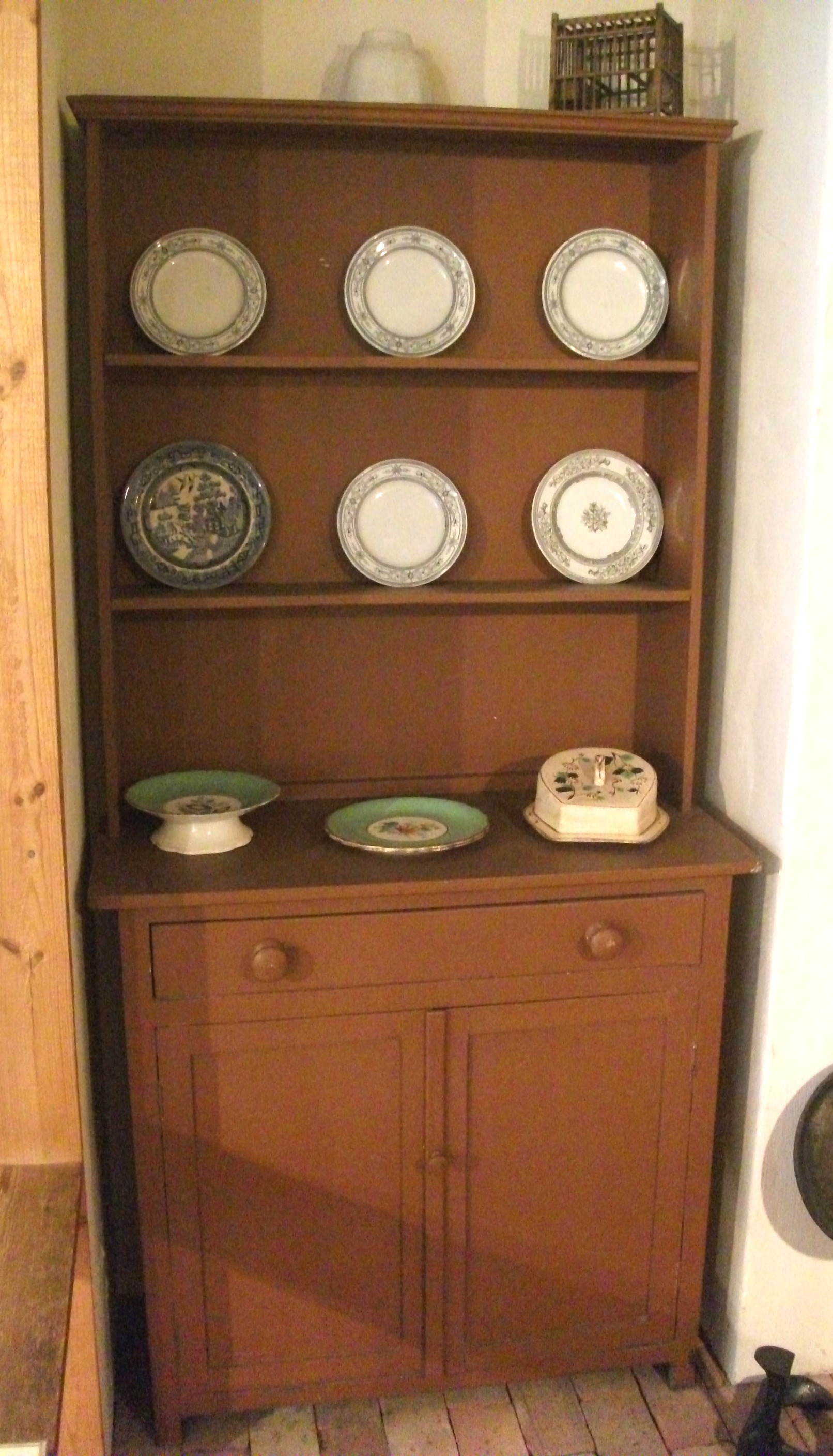
صيهور في متحف

الصَّيْهُور أو خزانة المطبخ (بالإنجليزية: Welsh dresser)، قطعة من الأثاث الخشبي تتكون من الأدراج والخزائن في الجزء الأسفل ورفوف في الأعلى. لا تستخدم لتخزين وعرض الأواني الفخارية والفضية فقط، بل لعرض تزيينات وترصيعات وحلي أخرى.
يوجد الصيهور عادة في المطبخ حيث تُحَضَّر عليه أطباق الطعام وتُنقل بعدها إلى الخوان في غرفة الطعام. وكان تصميمه يُعدل ليناسب الاحتياجات المحلية. لكن مع مرور الوقت أصبح الصيهور يلعب دورًا تزيينيًا في المنزل، فبدأت الأواني الفاخرة تُعرَض عليه.